# 本宿バスストップ
本宿バスストップ（もとじゅくバスストップ）は、愛知県岡崎市本宿町の東名高速道路本線上にあるバス停留所である。東名本宿（とうめいもとじゅく）とも言う。

## 概要
名鉄名古屋本線の本宿駅が近接し、高速道路本線上のバスストップとしては鉄道との乗り換えの便がよい方である。
東名ハイウェイバスが全便停車する。2006年（平成18年）12月15日ダイヤ改正以前の超特急便は、名古屋方面行の一部のみが停車していた。
2010年（平成22年）7月1日からは、豊鉄バス ほの国号 豊橋京都線（京都方面は乗車のみ、豊橋方面は降車のみ）が停車している。
2016年（平成28年）11月1日からは、名鉄バス・福島交通が運行する名鉄バスセンター - 宇都宮・福島線が、当停留所にも停車するようになった。

## 隣接のバス停
- 東名ハイウェイバス
  - 急行便
  - 超特急便（スーパーライナー）
豊川BS - 本宿BS - 岡崎BS
- ほの国号 豊橋京都線
音羽BS - 本宿BS - 長島温泉
- 京阪神昼特急静岡号
豊川BS - 本宿BS - 京都深草BS
- 名古屋宇都宮福島線
佐野新都市バスターミナル - 本宿BS - 岩津BS

## 乗り換え
- 名鉄名古屋本線 本宿駅下車、徒歩で約5分。